# Jean Marty
Jean Marty (* 11. Dezember 1925 in Perpignan, Pyrénées-Orientales, Frankreich; † 3. Dezember 2015 in Paris) war ein französischer Karambolagespieler, der mehrere Welt-, Europa- und französische Meisterschaften gewann. Er war Autor verschiedener Billardfachbücher.

## Karriere
Es ist nicht die Menge an Titeln, die Marty bekannt machten, sondern der kurze Zeitraum von vier Jahren, 1966 beginnend. Er spielte damals schon als Profi, im Gegensatz zu den meisten seiner Spielerkollegen. Auch war er als schneller Akteur bekannt. Bei seinem Debüt in der internationalen Szene 1966 bei der Cadre-EM in Bern wartete das Publikum schon auf den neuen Star aus Frankreich. Die ersten Partien spielte er dann auch 400 in 1, 400 in 1, 400 in 2 und erneut 400 in 1 Aufnahme, und für jede Partie brauchte er nicht einmal eine Stunde. Da man zu der Zeit noch kein Geld mit den Welt- und Europameisterschaften (Amateurturniere) verdienen konnte, tingelte Marty durch die Pariser Cafés und zeigte bei Schauveranstaltungen, auch am Kleinbillard, sein Können gegen Bezahlung. Sein Manager setzte die Bälle auf und wartete den Anstoß ab, war dieser halbwegs passabel, so rief er: „Erste und letzte Aufnahme!“. So lernte Marty auch mit Druck umzugehen. Marty war schon seit Anfang der 1960er-Jahre Billardlehrer und bildete seine Schüler selber aus, teilweise 15 Schüler gleichzeitig.
Eine Glanzleistung seiner Karriere war das Finale gegen Raymond Ceulemans bei der Cadre-71/2-Weltmeisterschaft 1968 in Brügge, wo er die Partie von 300 in nur 34 Minuten in einer Aufnahme ausstieß.
In der Freien Partie wird er auf ewige Zeiten Vizeweltmeister bleiben, da die WM 1969  aller Voraussicht nach die letzte gewesen sein wird. Aufgrund des nachgelassenen Interesses der Zuschauer und weil die Spieler durch das gute Material zu gut geworden sind, um noch sinvolle Spielzeiten hinzubekommen, ohne dass einer der Kontrahenten in 1 Aufnahme ausstößt.
Bei der Cadre-47/2-Europameisterschaft 1966 in Bern stellte er einen noch immer gültigen Rekord in der Höchstserie (HS) mit 1023 Points (prolongiert) auf. In Duisburg, bei der Cadre-71/2-Weltmeisterschaft 1966 war er der erste, der die volle Partiedistanz von 300 Punkten in 1 Aufnahme beendete, ein Jahr später konnte er in Heerlen, bei der Cadre-71/2-Europameisterschaft 1967 diesen Rekord wiederholen. Andere Spieler, wie Raymond Ceulemans, Hans Vultink und Dieter Müller folgten. Es waren seine erfolgreichsten Jahre. 1966 wurde er Weltmeister im Cadre, dreifacher Europameister in der Freien Partie und im Cadre. 1967 Doppelwelt- und Europameister im Cadre. 1969 wurde er erstmals Französischer Meister im Dreiband, einen Erfolg, den er 20 Jahre später 1988 und 1989 in hohem Alter nochmals wiederholen konnte. Danach beendete Marty seine aktive Spielerlaufbahn und widmete sich als Autor weiteren Fachbüchern.
Marty starb nur eine Woche vor seinem 90. Geburtstag in Paris, zuvor war er innerhalb der letzten 10 Tage schon zwei Mal ins Krankenhaus eingeliefert worden. Er ist auf dem Cimetière des Batignolles begraben.

### Nachruf
In seinem Nachruf schrieb der Präsident des französischen Billardverbandes Fédération Française de Billard (FFB), Jean-Paul Sinanian:

« Il restera dans ma mémoire non seulement comme un immense joueur, une sorte de génie du billard mais surtout comme un passionné. Jean Marty pensait billard, vivait billard, dormait billard. »

„Er wird mir nicht nur als großer Spieler in Erinnerung bleiben, eine Art Billard-Genie, sondern vor allem als leidenschaftlicher Spieler. Jean Marty dachte an Billard, lebte Billard, schlief Billard.“

## Sonstiges
Marty lehrte an der Billardakademie in Marseille und war Verfasser mehrerer Fachlehrbücher über das Karambolagespiel.

## Veröffentlichungen
- Jean Marty: Billards. l'épopée du billard, de l'origine à nos jours : billard français, snooker, pool billard américain, 8 pool anglais. Hrsg.: du Garde-Temps. Paris 2002, ISBN 2-913545-15-7, S. 127 (französisch).
- Jean Marty: Le secret du billard. Paris 1959, ISBN 2-9502413-1-X, S. 190 (französisch).
- Jean Marty: Le billard et ses vérités. Hrsg.: Jean Marty. 1. Auflage. Paris 1996, ISBN 2-9502413-2-8, S. 220 (französisch).
- Jean Marty: Le billard par l'image. Hrsg.: Editions De L'auteur, Colombes. 1967, S. 197 (französisch).
- Jean Marty: Le Billard et ses réflexions. Paris 1987, ISBN 2-9502413-0-1, S. 214 (französisch).

## Erfolge
- Freie-Partie-Weltmeisterschaft:  1969
- Cadre-47/1-Weltmeisterschaft:  1967
- Cadre-47/2-Weltmeisterschaft:  1967
- Cadre-71/2-Weltmeisterschaft:  1966, 1968  1967
- Einband-Weltmeisterschaft:  1968
- Freie-Partie-Europameisterschaft:  1966  1968, 1969
- Cadre-47/1-Europameisterschaft:  1966, 1967
- Cadre-47/2-Europameisterschaft:  1966  1967
- Cadre-71/2-Europameisterschaft:  1967, 1969  1966, 1968
- Einband-Europameisterschaft:  1966
- Französische Dreiband-Meisterschaft:  1969, 1985, 1988

Quellen: 